# Suomussalmi
Suomussalmi là một đô thị ở Phần Lan và tọa lạc tại tỉnh Oulu trong vùng Kainuu. Đô thị này có dân số 10.248 (2004) với diện tích là 5.856,90 km² trong đó có 581,66 km² là diện tích mặt nước. Mật độ dân số là 1,9 người trên mỗi km². Đô thị này chỉ sử dụng tiếng Phần Lan. Ämmänsaari là khu vực dân cư lớn nhất ở đô thị này.
Trong chiến tranh mùa Đông of 1939-40, nhiều trận đánh đã diễn ra ở khu vực xung quanh Suomussalmi, trong đó quan trọng nhất là trận Suomussalmi và trận Raate. Trong các trận này, các lực lượng nhỏ của Phần Lan đã đáng thắng quân Liên Xô đông quân số hơn.
Heikki Kovalainen, Ilmari Kianto, Osmo Tapio Räihälä và Janne Pesonen có quê quán ở đây.